# Alessandro Sibilio
Alessandro Sibilio (Nápoles, 27 de abril de 1999) es un deportista italiano que compite en atletismo, especialista en las carreras de vallas.
Ganó una medalla de oro en los Juegos Europeos de Cracovia 2023 y una medalla de plata en el Campeonato Europeo de Atletismo de 2024, ambas en la prueba de 400 m vallas.
Participó en los Juegos Olímpicos de Tokio 2020, ocupando el octavo lugar en la prueba de 400 m vallas.

## Palmarés internacional
| Juegos Europeos    | Juegos Europeos   | Juegos Europeos  | Juegos Europeos |
| Año                | Lugar             | Medalla          | Prueba          |
| ------------------ | ----------------- | ---------------- | --------------- |
| 2023               | Chorzów (Polonia) | Medalla de oro   | 400 m vallas    |
| Campeonato Europeo |                   |                  |                 |
| Año                | Lugar             | Medalla          | Prueba          |
| 2024               | Roma (Italia)     | Medalla de plata | 400 m vallas    |